# Varga Rudolf
Varga Rudolf (Szikszó, 1950. június 18.) író, rendező, újságíró.

## Szakmai életrajz
1968-ban érettségizett a Földes Ferenc Gimnáziumban. 1977 és 1982 között az Eötvös Loránd Tudományegyetem Bölcsészettudományi Karán a filozófia szakon tanult. 1981-82-ben elvégezte a MAFILM Filmíró Kollégiumát, közben rendezést tanult. 1989-ben kapta meg bölcsészdoktori diplomáját. A disszertáció címe: Filozófiai, etikai problémák a mai magyar filmművészetben. 1991-ben az Amerikai Egyesült Államokban produceri képzésen vett részt, a Portland Community College-ban.
1977 és 1984 között a Magyar Televízióban előbb szerkesztőként, majd rendezőként dolgozott.
1985-ben a Magyar Filmgyártó Vállalatnál rendezőasszisztens. 1986-ban alakította meg vállalkozását a VRJ-VIDEO STÚDIÓ-t, melynek azóta is ügyvezetője.

## Filmjei
1977-től több mint százötven filmet, riport-, dokumentum-, reklám-, referencia-, oktatófilmet, illetve videofilmet készített, melyből négy dramatikus tévéfilm (Jelenés, Svejk a második világháborúban, Országos tél, Leveleket írató bogár).
A Magyar Mozgókép Rendezők Céhének (MMRC) tagja.
A részletes filmográfia a http://www.rudolfvarga.nhely.hu/ Archiválva 2018. november 8-i dátummal a Wayback Machine-ben honlapon megtekinthető.

## Fontosabb filmes díjak rendezőként, filmíróként
- Különböző fesztiválok díjai, nívódíjak.
- Bambergi Nemzetközi Filmnapok, bronzérem (1981)
- „Hazádnak rendületlenül…” rövidfilm kategória, első díj (1982)
- Marseille, INPUT Nemzetközi Filmszemle, beválogatott magyar film (1985)
- MAFILM Filmíró Kollégium, díjazott filmnovella (1980)
- Oberhauseni Dokumentumfilm Fesztivál, nagydíj, fődíj, közönségdíj (1982)

## Válogatás a filmkritikákból
- A részletes filmkritikák a http://www.rudolfvarga.nhely.hu/ Archiválva 2018. november 8-i dátummal a Wayback Machine-ben honlapon megtekinthetőek.
- Varga Rudolf hatvan éves (portréfilm) a https://www.youtube.com/watch?v=VmAmPSX1Vjw honlapon megtekinthető.

## Könyvei
1967-től szinte mindegyik hazai irodalmi folyóirat közölte írásait. Több mint 50 könyve jelent meg, írásairól 19 tanulmánykötet készült.
1996Az utolsó vers (Kráter Kiadó) ISBN 963 7583 69 6
1997Mégse (Kráter Kiadó) ISBN 963 7583 77 7
Világvégi csárda (Felsőmagyarország Kiadó) ISBN 963 9109 08 8
A macska visszaszökött a régi házba (Felsőmagyarország Kiadó) ISBN 963 7687 89 0
1998A világ közepe, avagy az északi tájak poros dűlőútjain (Felsőmagyarország Kiadó) ISBN 963 9109 1 0 X
Leveleket írató bogár (Felsőmagyarország Kiadó) ISBN 963 9109 15 0
A hányinger éve (Felsőmagyarország Kiadó) ISBN 963 9109 36 3
1999RendszerVÉGkiárusítás (Felsőmagyarország – Bíbor Kiadó) ISBN 963 9109 35 5
Köpés a levesbe – ezredvégi proliszívató – (Bíbor Kiadó) ISBN 963 9103 27 6
2000Összegyűjtött versek (I.) (Bíbor Kiadó) ISBN 963 9103 29 2
Összegyűjtött prózák (II.) (Bíbor Kiadó) ISBN 963 9103 29 2
Összegyűjtött filmes írások (III.) (Bíbor Kiadó) ISBN 963 9103 29 2
2001Álomforgatás (Bíbor Kiadó) ISBN 963 9103 53 5
Ami a csövön kifér (Szépírás Kiadó) ISBN 963 86330 0 X
2002Okulásul, Frédinek (Szépírás Kiadó) ISBN 963 8633 04 2
2003Szörnyek, szavak (Saluton Kiadó) ISBN 963 206 497 6
Csak ez a giccses, gagyi élet (Szépírás Kiadó) ISBN 963 8633 07 7
Döglött kutyák mennyországa (Bíbor Kiadó) ISBN 963 9466 48 4
2004Lélegzetvisszafojtva (Felsőmagyarország Kiadó) ISBN 963 9530 05 0
Éghasadás (Bíbor Kiadó) ISBN 963 9466 78 6
Makuka (Saluton Kiadó) ISBN 963 217 182 9
Vers, kabát alól (Saluton Kiadó) ISBN 963 217 445 3
2005Farkasvadászat (Saluton Kiadó) ISBN 963 86799 1 3
Bitangidő (Saluton Kiadó) ISBN 963 86799 0 5
A Nap kutyái, Csaba (Saluton Kiadó) ISBN 963 86799 6 4
Leltárhiány (Saluton Kiadó) ISBN 963 86799 4 8
2006A Nap kutyái, Vazul (Saluton Kiadó) ISBN 963 86799 7 2
Csillagom, hol vagy? (Saluton Kiadó) ISBN 963 87033 1 8
Varga Rudolf versek (Saluton Kiadó) ISBN 963 870 33 4 2
2007Álomporból lettél (Saluton Kiadó) ISBN 978 963 87033 7 8
A Nap kutyái, Attila (Saluton Kiadó) ISBN 978 963 86799 8 7
A Nap kutyái, trilógia (Bíbor Kiadó) ISBN 978 963 9634 63 3
2012Fénybarázdák – szülőföld, barátság – (Herendi 2004 Kiadó) ISBN 978-963-89457-1-6
Vice Versa – Varga Rudolf fordítások – (Herendi 2004 Kiadó) ISBN 978-963-89457-2-3
Ikerversek (társszerző: Szarka István) (Underground Kiadó) ISBN 978 963 08 5631 7
2013Varga Veron rokkája (Hungarovox Kiadó) ISBN 978 615 5079 89 4
Idegbajos szél (Underground Kiadó) ISBN 978 963 08 6267 7
Antikukacponthúúúú! (Underground Kiadó) ISBN 978 963 08 6266 0
Kutyaütő kamukázék (Underground Kiadó) ISBN 978 963 08 6316 2
Mi az a minden? (Underground Kiadó) ISBN 978 963 08 6315 5
Csak a hűség (Underground Kiadó) ISBN 978 963 08 6745 0
Bazsa Rózsa (Underground Kiadó) ISBN 978 963 08 6744 3
Aguv meg a disznók (Underground Kiadó) ISBN 978 963 08 6743 6
A nap kutyái – Csaba (Underground Kiadó) ISBN 978 963 89837 0 1
A nap kutyái – Vazul (Underground Kiadó) ISBN 978 963 89837 1 8
A nap kutyái – Attila (Underground Kiadó) ISBN 978 963 89837 2 5
Kutyacsillag alatt (Bíbor Kiadó) ISBN 978 963 9988 55 2
Triptichon (társszerzők: Botz Domonkos, Szarka István) (Napkelet Egyesület) ISBN 978 963 08 8215 6
Aranyhárs (Bíbor Kiadó) ISBN 978 963 9634 38 1
2015Nevünket vízre írták (társszerző: Pázmándy László) (Underground Kiadó) Archiválva 2015. április 2-i dátummal a Wayback Machine-ben ISBN 978 963 89 83 73 2 3
Irodalmi pályaudvar (társszerző: Botz Domonkos) (Rím Könyvkiadó) ISBN 978 615 5266 55 3
2016Irodalmi pályaudvar II. (társszerző: Botz Domonkos) (Hungarovox Kiadó) ISBN 978615 5562 47 1
Versvilágok határán (Botz Domonkos írásművészetéről) (Hungarovox Kiadó) ISBN 978615 5562 48 8
2017A czipotti világváltozat (Szózat Könyvkiadó) ISBN 978 615 00 0263 7

## Fontosabb írói díjak
Több irodalmi pályázaton díjazták munkáit.
- Magyar Rádió Irodalmi Pályázat – 2. díj (1969)
- Szabolcs-Szatmár megyei Irodalmi Pályázat – 2. díj (1972)
- Központi Sajtószolgálat Novella Pályázat – 2. díj (1973)
- MÚOSZ Riport Pályázat – 2. díj (1977)
- Nagy Lajos-díj (2000)
- Aquincumi Költőverseny – különdíj (2002 és 2005)
- Gábor Andor-díj (2011)

## Irodalmi munkásságáról megjelent önálló tanulmánykötetek
Könyveiről, írásairól több száz kritika, tanulmány jelent meg.
2000Gyimesi László: Varga Rudolf – a pimasz p(r)olihisztor – (Bíbor Kiadó) ISBN 963-9103-32-2
2004Szepes Erika: „Szertenézett, s nem lelé …” – a Varga Rudolf-jelenség – (Orpheusz Kiadó) ISBN 963-9377-62-7
2006Laczkó András: Varga Rudolf prózája alkotásai és vallomásai tükrében (Saluton Kiadó) ISBN 963-870-33-3 4
Szádeczki Zoltán: Varga Rudolfról fehéren feketén (A Napjainktól-napjainkig) (Bíbor Kiadó) ISBN 963-9634-32-8
Hajdu Imre: Beszélgetések Varga Rudolffal (Hajdu Vinpress Kiadó) ISBN 963-87055-1-5
2007Kaló Béla: Itt és most – Varga Rudolf alkotói világa – (Felsőmagyarország Kiadó) ISBN 978-963-9530-48-5
Szerdahelyi István: Varga Rudolf és „ez az izé vadkapitalizmus” (Orpheusz Kiadó) ISBN 978-963-9764-98-9
2008Kerekes Tamás – Rentz Mátyás: Reflexiók Varga Rudolf könyveiről (Saluton Kiadó) ISBN 978-963-87759-0-0
Laczkó András: Varga Rudolf versvilágai – tizenkét szabálytalan értelmezés – (Saluton Kiadó) ISBN 978-963-87759-1-7
Gyimesi László: A póttartalékos pokoljárása (Kísérlet Varga Rudolf prózai munkáinak megközelítésére) (Orpheusz Kiadó) ISBN 978-963-9764-18-7
2010Vadkerty Dorottya – Gyarmati Béla – Némethi Lajos: Őrangyal a pokolban – Varga Rudolf világa versei tükrében – (Herendi 2004 Kiadó) ISBN 978-963-88203-6-5
Némethi Lajos: Szám-vetés – Varga Rudolf hatvan éve – (Herendi 2004 Kiadó) ISBN 978-963-88203-7-2
2011Némethi Lajos: Vakaró − avagy kiegészítés Varga Rudolf életművéhez (Herendi 2004 Kiadó) ISBN 978-963-88203-8-9
Az ismeretlen mester emlékműve – Rudibáról más-kép (Underground Kiadó) ISBN 978 963 08 5366 8
2014Szó-szövő − Varga Rudolf könyveiről (Napkelet Egyesület) ISBN 978 963 08 9074 8
Bereti Gábor: Hinni szeretném − Írások Varga Rudolf munkáiról − (Napkelet Egyesület) ISBN 978 963 08 9590 3
2015Kaptárkövek különszám (Civil Szövetség Egyesület) ISSN 2063-2606
Kelet Felől különszám (Rím Könyvkiadó) HU ISSN 1218-6074
Vetülékszálak – új mintázatok a Varga Rudolf évforduló szövetében (Underground Kiadó) ISBN 978 963 89837 4 9
2018Közelfény (Szózat Kiadó) ISBN 978 615 00 3263 4

## Külső hivatkozások
- Kortárs Magyar Írók 1945 – 1997 (http://mek.oszk.hu/00000/00019/html/index.htm)
- MMRC – Varga Rudolf vrj-studio@chello.hu (http://filmrendezok.hu/index.php?option=com_content&task=view&id=169&Itemid=5%5B%5D)
- Varga Rudolf filmjei (http://www.rudolfvarga.nhely.hu/ Archiválva 2018. november 8-i dátummal a Wayback Machine-ben)
- Új Magyar Irodalmi Lexikon, Akadémiai Kiadó 2000, 2382. oldal (ISBN 963 05 7747 X)
- http://kello.hu
- Ezredvég (irodalmi, művészeti és társadalomkritikai folyóirat) XXI. évfolyam 2. szám 2011. február, 2. oldal (Gábor Andor-díj)
- Varga Rudolf 60 éves – portréfilm
- Varga Rudolf: A hányinger éve
- Varga Rudolf: Megszakadt sámánének
- Varga Rudolf versei
- Varga Rudolf: Országos tél
- Varga Rudi videó
- Varga Rudolf: Leveleket írató bogár
- Varga Rudolf: Kutyacsillag alatt
- Varga Rudolf: Varga Veron rokkája
- Varga – Bereti: Bereti Gábor beszélgetése Varga Rudolffal
- Vargabetűk – Molnár László előadásában
- Szikszótól Szikszóig – Hatvanöt perc a hatvanöt éves Varga Rudolffal
- Csak azt – Varga Rudolf versei elmondja Molnár László
- Nevünket vízre írták (társszerző: Dr. Pázmándy László) Könyvbemutató – Mezőkövesdi Televízió
- Varga Rudolf: Aranyhárs – Török Tünde versmondó előadásában
- Varga Rudolf: BITANGIDŐ – Török Tünde versmondó előadásában
- Varga Rudolf: ÁLOMFORGATÁS – Török Tünde versmondó előadásában